# Водопропускна труба

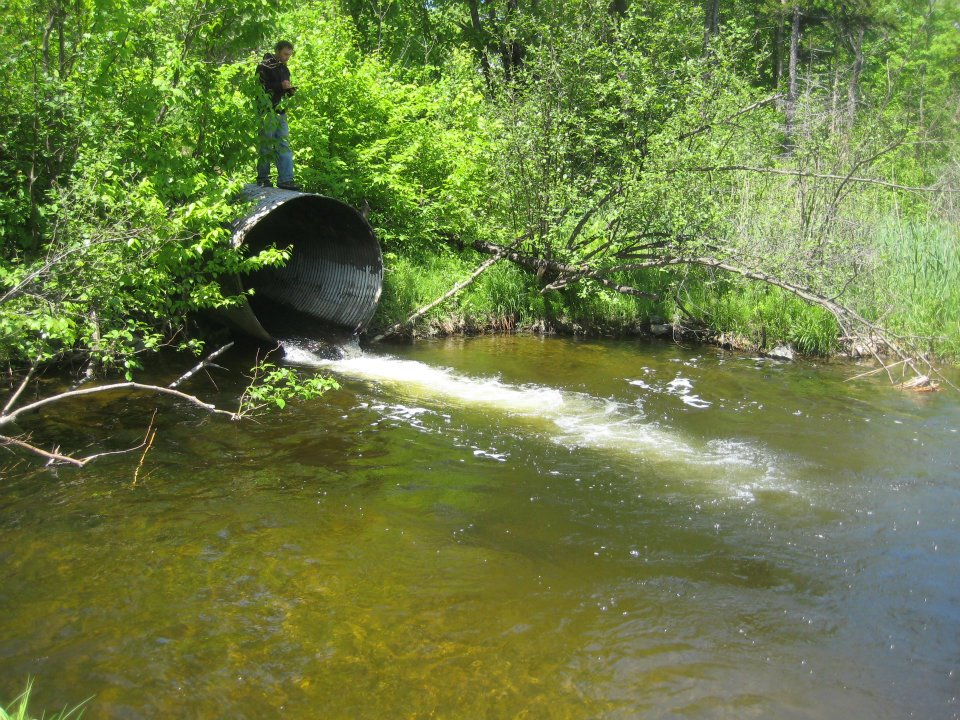

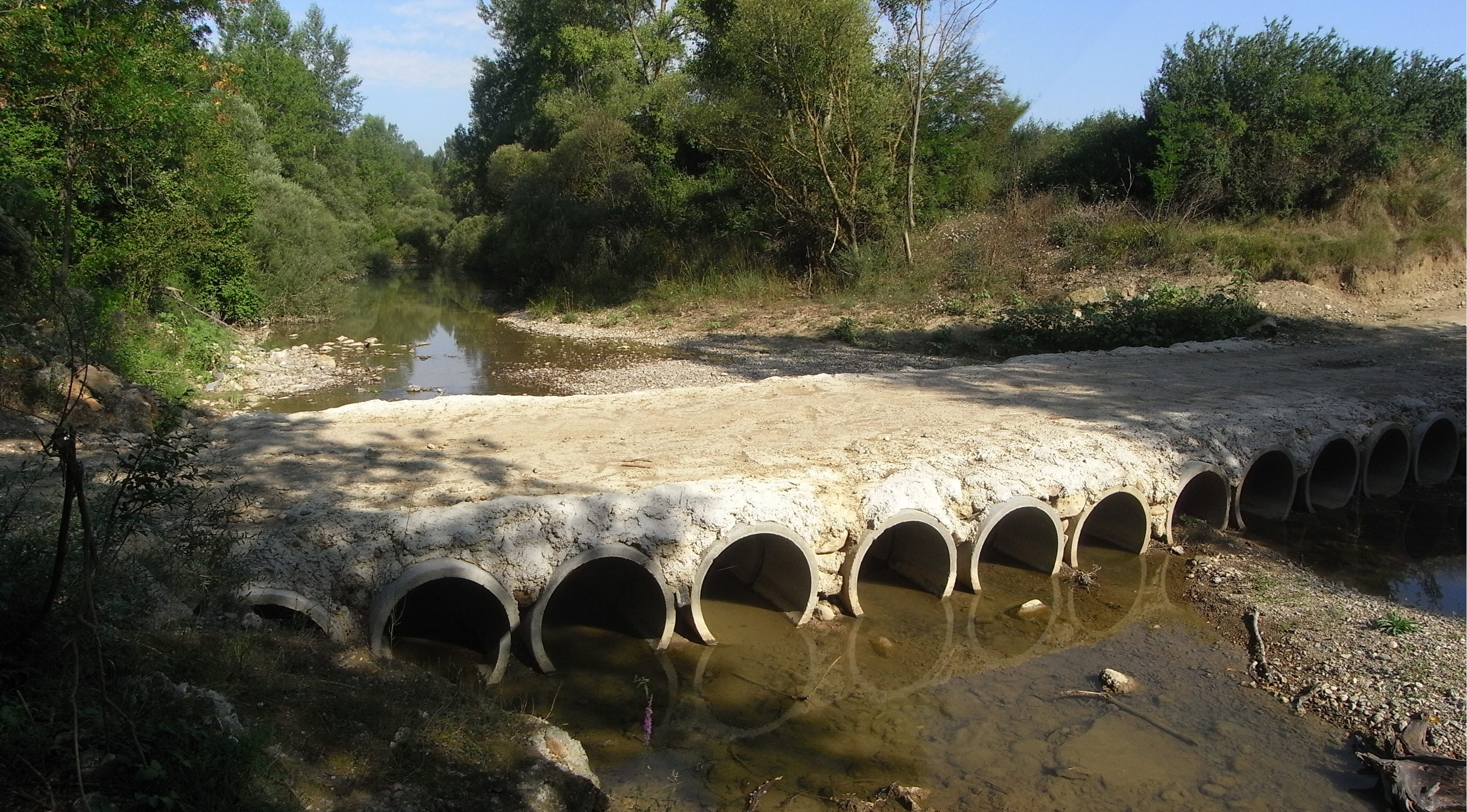

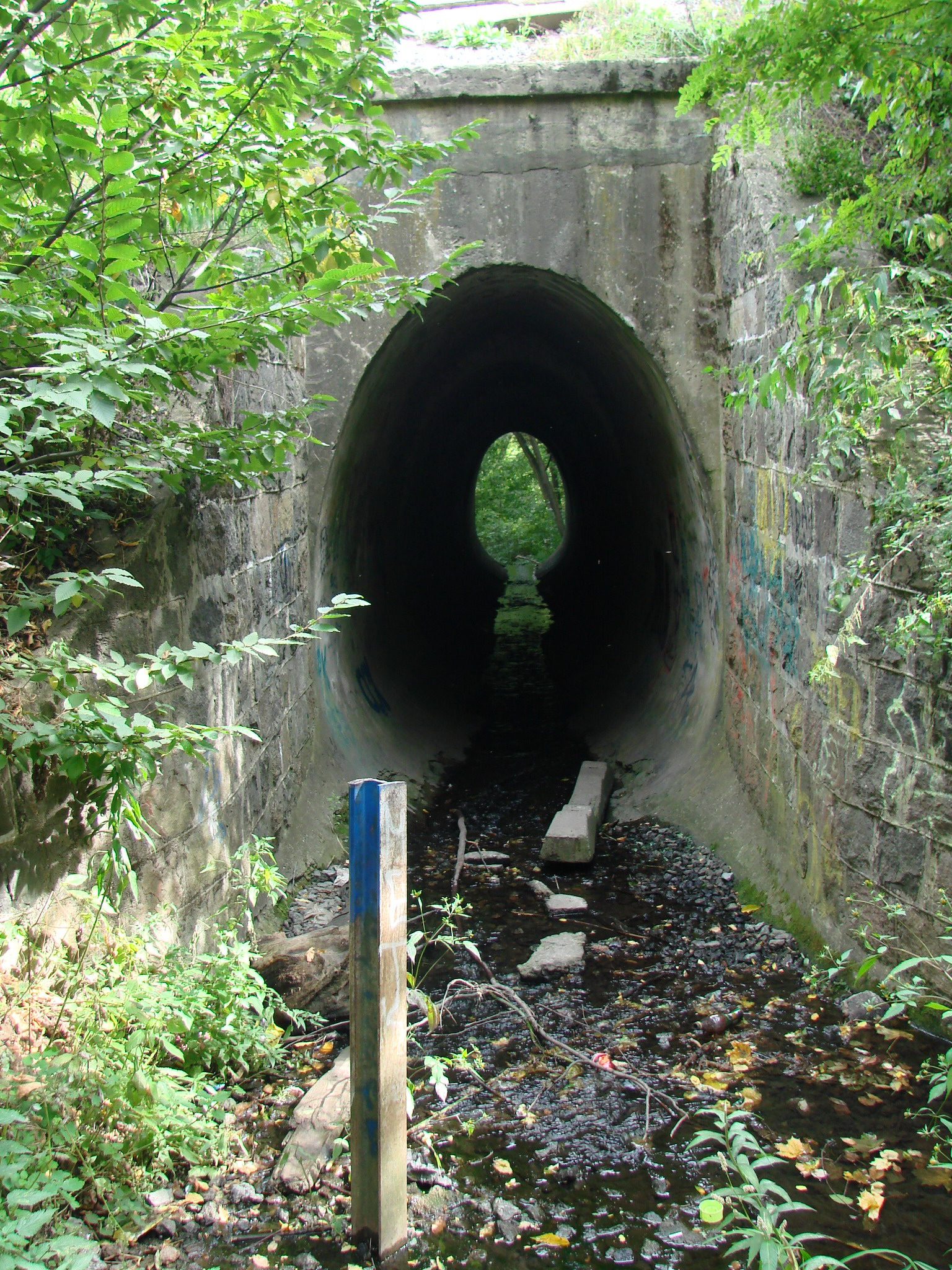
кульверт струмка Рогостинка під Північним залізничним напівкільцем Києва

Водопропускна труба, кульверт (англ. culvert) — гідротехнічна споруда для пропуску води під земною поверхнею.

## Призначення
Водопропускна труба призначена для протікання води у постійних (невеликі річки, струмки) та тимчасових (талі та зливові стоки) водостоках попід землею, штучними насипами (наприклад, дорожнім полотном) та інженерними спорудами (дороги, майданчики, будівлі).

## Види (типи) труб
Труби можуть бути виготовлені з бетону, гофрованої оцинкованої сталі, алюмінію або пластику. Зустрічаються також труби, викладені каменем або цеглою, зазвичай арочні та овоїдальні. 
Труби бувають різних розмірів і форм, включаючи круглі, еліптичні, аркоподібні з пласким дном, овоїдальні, коробчатих конструкцій.